# فال اموات
فال اموات یا فال مردگان به نوعی از پیشگویی و طالع‌بینی گفته می‌شود که در قالب آن برخی افراد مدعی جادوگری سعی می‌کنند با ارتباط گرفتن با روح مردگان یا ظاهر کردن شبح آنها در عالم وجود به اطلاعاتی در مورد آینده دست یابند. برخی از این جادوگران نیز مدعی هستند که می‌توانند از شخص مرده یا روح او به عنوان سلاح برای مقاصد خود استفاده کنند. این دسته از جادوگران عموماً به گروه‌های معتقد به جادوی سیاه مرتبطند.
ریشه فال اموات به شمن‌باوری و بابل و مصر باستان بازمی‌گردد. استرابون در کتاب خود «جغرافیا» می‌نویسد که فالگیرهای اموات، در ایران اشکانی در زمره برجسته‌ترین طالع‌بینان در میان ایرانیان آن دوره بودند.